# Nadando em Dinheiro
Nadando em Dinheiro é um filme brasileiro de 1952, do gênero comédia, estrelado por Mazzaropi, dirigido por Abílio Pereira de Almeida e Carlos Thiré.

## Sinopse
Isidoro, depois de um acidente de carro em frente ao Estádio do Pacaembu, em São Paulo, descobre ser o único herdeiro de uma grande fortuna. Muda-se para a mansão herdada e começa a viver como milionário. Num jantar de gala descobre que as pessoas presentes à festa caçoavam de seus modos como novo rico. Isidoro começa a ter uma vida dupla, que acaba provocando uma série de confusões. Quando sua esposa decide deixá-lo, ele lhe conta de sua nova situação financeira, pedindo-lhe, em vão, que volte. Triste ele volta à sua mansão, onde é atacado por robôs que comprara de um investidor. Contudo, quando os robôs atacam, Isidoro acorda em sua pequena casa ao lado da mulher e da filha e descobre que tudo foi um sonho.

## Elenco
- Amácio Mazzaropi - Isidoro Colepícula Neto[4]
- Ludy Veloso - Maria (esposa de Isidoro)
- A.C. Carvalho - Eufrásio (Seu Gato)
- Liana Duval - empregada da mansão
- Nieta Junqueira -  Xantipa (Dona Gata)
- Carmem Müller - Marlene (amante de Isidoro)
- Simone de Moura - modista (dona da boutique)
- Xandó Batista - vendedor de robôs
- Vicente Leporace - advogado de Isidoro
- Elisio de Albuquerque - Policarpo Articlínio dos Santos, chofer de Isidoro
- Nélson Camargo - fotógrafo (cena da briga na boutique)
- Ayres Campos - Felisberto, mordomo da mansão
- Sérgio Hingst
- Francisco Arisa
- Jaime Pernambuco
- Napoleão Sucupira
- Domingos Pinho
- Bruno Barabani - amante jovem de Marlene
- Jordano Martinelli - Caetano, vizinho de Isidoro
- Wanda Hamel
- Joaquim Mosca
- Albino Cordeiro
- Labiby Madi - vizinha de Isidoro
- Maria Augusta Costa Leite - vizinha de Isidoro
- Pia Gavazzi
- Isabel Santos - vizinha de Isidoro
- Carlos Thiré - convidado da festa na mansão
- Oscar Rodrigues de Campos
- Édson Borges
- Vera Sampaio
- Luciano Centofant
- Maury Francisco Viveiros
- Antônio Augusto Costa Leite
- Francisco Tamura
- Angelita Silva
- o cão Duque - Coronel (o cachorro de Isidoro)
- a menina Tita - Tina (a filha de Isidoro)
- Abílio Pereira de Almeida
- Vittorio Gobbis - convidado da festa na mansão
- Annie Berrier - Claudette (moça francesa no bar)
- Miriam Moema
- João Monteiro
- Jayme Martinelli - criança moradora do beco